# テリア (企業)
テリア（スウェーデン語: Telia Company AB）は、スウェーデン・ストックホルム郊外のソルナに本拠を置き、携帯電話や固定電話のサービスを提供する電気通信事業者。北欧4カ国およびバルト三国で事業を展開する。ナスダック・ストックホルムおよびナスダック・ヘルシンキに株式を上場し（Nasdaq Nordic TELIA、Nasdaq Nordic TELIA1）、スウェーデン政府が株式の4割前後を保有している。

## 沿革

### スウェーデンにおける発展
テリアの起源は、ストックホルムとウプサラ間の電報の開通を契機に、1853年に設立されたKongliga Elektriska Telegraf-Werket（1871年にKongl Telegrafverketに改称、Royal Telegraph Agencyの意）に遡る。スウェーデンで通信網が普及し始めた当初は、ラーシュ・マグナス・エリクソン（エリクソン設立者）の設立したAllmänna Telefonなど民間事業者による競争が行われたが、多数の事業者により並立していた通信網の統一を図る目的で、スウェーデン政府が出資するKongl Telegrafverketは各社を買収し、1918年のStockholms Allmännaの買収をもって、スウェーデンの通信網は、民間事業者の新規参入の法的制限は設けられなかったものの、Kongl Telegrafverketによる事実上の独占体制となった。1953年に社名をTeleverketと改称した。
1992年、郵便事業をPost- och telestyrelsenに放送通信事業をTeracomにそれぞれ分社化し、1993年、固定電話と携帯電話事業を行う企業体としてテリア（Telia AB）が設立された。1970年代に開発されたNMTや1990年代に普及したGSMなど、携帯電話における当時の新技術をいち早く導入、1990年代にはTele2が強力な競争企業となり独占体制は崩れたが、インターネット・バブル期にテリアの株価は高騰、2000年6月にストックホルム証券取引所の取引のほぼ3分の1をテリアが占める事態となった。企業買収により1990年代にバルト三国に進出した。

### ソネラとの合併以降
フィンランドにおける通信事業は、1917年に設立されたSuomen Lennätinlaitos（Finnish Telegraph Agencyの意）の独占体制におかれていたが、1994年に郵便事業をSuomen Posti Oyに分社化、また制度改革で独占体制は終了した。1998年に社名をソネラ（Sonera Oyj）に改称したが、2002年にテリアとの合併が浮上し、翌2003年に「テリア・ソネラ」が設立された。
2004年にフランステレコム（現Orange）のデンマーク事業を買収、2008年にフランステレコムは逆にテリア・ソネラの買収を試みたが頓挫した。
2016年4月、社名をテリア・ソネラからTelia Company AB（テリア・カンパニー）に変更した。2020年6月、スウェーデンで商用5Gサービスを開始した。